# La jefa del campeón
La jefa del campeón es una telenovela mexicana producida por Roberto Gómez Fernández para Televisa en 2018. Está basada en la telenovela colombiana La mamá del 10, escrita por Héctor Rodríguez y Alejandro Torres que aborda el tema del fútbol. Cuenta con la adaptación de Ximena Suárez, Marissa Garrido, Isabel de Sara y Julián Aguilar, y con la dirección de Walter Doehner y Víctor Herrera. Se estrenó por Las Estrellas el 11 de junio de 2018 en sustitución de Hijas de la luna, y finalizó el 2 de septiembre del mismo año siendo reemplazado por Like.
Esta protagonizada por África Zavala, Carlos Ferro y Enrique Arrizon, junto con Claudia Ramírez, Marisol del Olmo y Alberto Agnesi en los roles antagónicos y acompañados por Vanessa Bauche, Alejandra Robles Gil y Édgar Vivar.
Las grabaciones comenzaron el 23 de abril de 2018.

## Sinopsis
Tita Menchaca es una mujer de escasos recursos, decidida y muy comprometida a salir adelante al lado de sus hijos; Rey y Fabiola. Al ser abandonada por su esposo Waldo, se traslada a la capital para reorganizar su vida como madre soltera. Con el paso del tiempo y con esperanza, su hijo Rey, sueña con ser uno de los mejores futbolistas del país, lo que impulsa a Tita hacer todo lo posible para ayudarlo a alcanzar su sueño. Pero será un gran camino por recorrer. Una historia inspiracional, de superación personal, de distintas formas de ver la relación de una madre preocupada por el bienestar de su hijo y alentarlo a alcanzar sus metas.

## Elenco
- África Zavala como Renata "Tita" Menchaca
- Carlos Ferro como Daniel "La Bomba" Rodríguez
- Enrique Arrizon como Reinaldo "Rey" Bravo Menchaca / Rey Menchaca
- Vanessa Bauche como Martina Morales
- Dagoberto Gama como Bonifacio Durán "El Coronel"
- José Carlos Rodríguez como Sergio "Checo" Coyote
- Claudia Ramírez como Nadia Padilla de Linares
- Marisol del Olmo como Salomé Salas
- Luis Gatica como Emiliano Linares
- Héctor Kotsifakis como Dante Chimal
- Zaide Silvia Gutiérrez como Sara Ortiz
- Édgar Vivar como Pedro Menchaca
- Alberto Agnesi como Waldo Bravo
- Alejandra Robles Gil como Fabiola Bravo Méndez
- Gema Garoa como Genoveva "Beba" Tovar
- Adalberto Parra como Macario Mendieta "El Chino"
- Mario Zaragoza como Arnulfo Ramírez
- Raúl Coronado como Delfino Zamora
- Axel Ricco como Froylán Ávila
- Andrea Guerrero como Maika Linares Padilla
- Joshua Gutiérrez como Matías Sandoval Rosas
- Iván Amozurrutia como René
- Fernanda Urdapilleta como Valeria Linares Padilla
- Sofía Campomanes como Frida Ávila Salas
- Patricia Martínez como Malena Rosas "Male"
- Gina Pedret como Inés Núñez de Coyote
- Lalo Palacios como Gonzalo "Gonzo" Coyote Núñez
- David Caro Levy como Enrique "Quique" Martínez Ortiz
- Alejandra Ambrosi como Ángela
- Marco Antonio Tostado como José Antonio Lascuráin
- Marcela Ruiz Esparza como Karina Vidal
- Rodrigo Virago como Arsenio
- Quetzali Cortés como Celso Murillo
- Alex Trujillo como Aníbal
- Christian Ramos como Joel Salamilla
- Luca Valentini como Reinaldo "Rey" Bravo Menchaca (niño)
- Ricardo Zertuche como Gonzalo "Gonzo" Coyote Núñez (niño)
- Andrés Real como Enrique "Quique" Martínez Ortiz (niño)
- Shaula Ponce de León como Fabiola Bravo Méndez (niña)
- Johanna Zarzar como Frida Ávila Salas (niña)
- Victoria Viera como Valeria Linares (niña)
- Sherlyn Zuckerman como Maika Linares Padilla (niña)
- Luis Zepeda como Xesco
- Miguel Arce como Crisóforo
- Luis Felipe Montoya como Vladimiro
- Eduardo Cass como Yorman Medina
- Patricio José como Hernández
- Federico Espejo como Nelson Coppola
- Javier Ponce como Ernesto Moncada
- Santiago Hernández como Waldo Bravo Jr.
- Rodrigo Murray como El Güero Gil (cameo)
- Gabriela Zamora como Rosa de Gil (cameo)
- Marcela Morett como Lupe
- Flávio Noguéira como Thiago Souza Peralta (cameo)

## Audiencia
| Temporada | Horario (CT)                                                       | Episodios | Primera emisión     | Primera emisión      | Última emisión          | Última emisión       | Prom. de espectadores (millones) |
| Temporada | Horario (CT)                                                       | Episodios | Fecha               | Audiencia (millones) | Fecha                   | Audiencia (millones) | Prom. de espectadores (millones) |
| --------- | ------------------------------------------------------------------ | --------- | ------------------- | -------------------- | ----------------------- | -------------------- | -------------------------------- |
| 1         | lunes a viernes 18:30 - 19:30 h. domingo 18:00 - 21:00 h. (ep. 61) | 61        | 11 de junio de 2018 | 4.7                  | 2 de septiembre de 2018 | 2.3                  | 2.47                             |

## Premios y nominaciones

### TV Adicto Golden Awards 2018
| Categoría                          | Nominados                                         | Resultado |
| ---------------------------------- | ------------------------------------------------- | --------- |
| Mejor actor en un papel secundario | Édgar Vivar                                       | Ganador   |
| Mejor dirección de cámaras         | Luis Enrique García y Juan Carlos Lazo de la Vega | Ganadores |

### Premios TVyNovelas 2019
| Categoría                  | Nominados                                       | Resultados |
| -------------------------- | ----------------------------------------------- | ---------- |
| Mejor actor protagónico    | Carlos Ferro                                    | Nominado   |
| Mejor dirección de cámaras | Walter Dohener, Víctor Herrera y Luis Rodríguez | Nominados  |